# Teatro dell'Oceano Pacifico della seconda guerra mondiale
Il Teatro dell'Oceano Pacifico, insieme a quello del Pacifico sud-occidentale, era uno dei due teatri di operazione, definiti dalle forze alleate nella regione dell'oceano Pacifico, durante la guerra del Pacifico, parte del secondo conflitto mondiale.

Struttura di comando alleata ne Pacifico.

Esso includeva gran parte dell'oceano Pacifico e le sue isole, e coincise con il Pacific Ocean Areas (Comando dell'Area dell'Oceano Pacifico) degli alleati, creato ufficialmente il 30 marzo 1942 quando l'ammiraglio statunitense Chester Nimitz fu nominato Supreme Allied Commander Pacific Ocean Areas (Comandante Alleato Supremo dell'Area dell'Oceano Pacifico).
Le Filippine, le Indie Orientali Olandesi, il Borneo, l'Australia, la Nuova Guinea e le isole Salomone occidentali erano parte del teatro del Pacifico sud-occidentale al comando del Generale Douglas MacArthur.
La maggior parte delle forze dell'Impero giapponese, nel teatro, facevano parte della Flotta Combinata (聯合艦隊?, Rengō Kantai) della Marina imperiale giapponese, che era responsabile di tutte le navi, aerei imbarcati ed unità della fanteria di marina. La Flotta combinata era comandata dall'ammiraglio Isoroku Yamamoto, fino a quando non venne ucciso in un attacco di aerei statunitensi nell'aprile 1943. Fu succeduto dall'ammiraglio Mineichi Kōga (1943-44) e dall'ammiraglio Soemu Toyoda (1944-45).

## Maggiori battaglie e campagne del teatro
- Attacco di Pearl Harbor 7 dicembre 1941[4]
- Battaglia dell'Isola di Wake 7–23 dicembre 1941[5]
- Raid di Doolittle 18 aprile 1942[4]
- Battaglia del Mar dei Coralli 4–8 maggio 1942
- Battaglia di Midway 4–6 giugno 1942[4]
- Campagna delle isole Aleutine 3 giugno 1942 – 15 agosto 1943
- Campagna di Guadalcanal 7 agosto 1942 – 9 febbraio 1943
- Battaglia delle isole Komandorski 27 marzo 1943[4]
- Campagna delle isole Gilbert e Marshall 1943–44
  - Raid di Makin 17–18 agosto 1942[6]
  - Battaglia di Tarawa 20 novembre 1943[4]
  - Battaglia di Makin 20–23 novembre 1943
  - Battaglia di Kwajalein 1 febbraio 1944[7]
  - Battaglia di Eniwetok 17 febbraio 1944[8]
- Attacco su Truk 17–18 febbraio 1944
- Campagna delle isole Marianne e Palau 1944
  - Battaglia di Saipan 15 giugno 1944[9]
  - Battaglia del Mare delle Filippine 19–21 giugno 1944[10]
  - Battaglia di Guam 21 luglio 1944[11]
  - Battaglia di Tinian 24 luglio 1944[11]
  - Battaglia di Peleliu 15 settembre 1944[12]
  - Battaglia di Angaur 17 settembre 1944[12]
- Battaglia di Leyte 20 ottobre 1944[12]
  - Battaglia del golfo di Leyte 23 ottobre 1944[12]
- Battaglia di Iwo Jima 19 febbraio 1945[4]
- Battaglia di Okinawa 1 aprile 1945[4]